# 森友学園問題
森友学園問題（もりともがくえんもんだい）は、大阪市内で幼稚園などを経営していた学校法人「森友学園」が小学校用地として2016年（平成28年）6月20日に購入した大阪府豊中市の国有地をめぐる問題。
該当の用地は更地価格9億5600万円から森友学園による地下埋蔵物撤去費用の約8億円が差し引かれて1億3,400万円で売却されたが、開設予定の小学校の名誉校長に当時首相であった安倍晋三の妻の昭恵が就任していたことから、売却価格の決定過程や、そこでの首相夫妻の関与などを巡って膨大な量の報道が行われ、安倍晋三の関与を巡る加計学園問題と併せて森友加計問題（モリカケ問題）とも称された。
森友学園の理事長籠池泰典と妻の諄子は小学校の建設にあたり工事代金を水増しした虚偽の契約書を提出するなどして国の補助金約5,600万円を詐取、別件でも大阪府と豊中市の補助金約1億2千万円を詐取したなどと併せて提訴され、泰典は懲役5年、諄子は懲役2年6か月の判決を受けた。
この問題に関連して、財務省は森友学園問題の国会審議対応で職員が疲弊することを理由に、森友学園に関連する決裁文書の改竄を行い、近畿財務局に対しても森友学園との応接録の廃棄（証拠隠滅）を命じていたことが発覚し、再発防止策が講じられることとなった。

## 国有地売却の経緯

### 豊中市所在の処分済国有地の経緯
森友学園が購入した区画周辺は1974年（昭和49年）に大阪国際空港（通称伊丹空港）周辺に係る騒音対策区域として指定され、住民から土地を順次買収、大阪航空局の行政財産となった。1993年（平成5年）に騒音対策区域を解除されて普通財産となったが、2009年（平成21年）から2012年（平成24年）の土壌調査により、鉛、砒素、廃材・コンクリートガラ等の地下埋設物により汚染されていることが発覚しており、2016年（平成28年）に伊丹空港が民営化された際から該当の土地は買い手がつかない状況が続いていた。
2010年、森友学園から隣接する区画（面積9,492m2）が15億455万円で豊中市に売却されたが、そのうちの13億2193万円は国が補助金で負担し、豊中市の負担は1億8262万円であった。
2011年、別の学校法人が該当の土地を買い取る意思を大阪航空局へ伝達し、近畿財務局が売買契約を進めていたが、同学校法人は、経済状況の悪化による学生の減少等を踏まえて、2012年7月 25日に買受要望を取り下げた。
2016年6月2日、学校法人森友学園に区画（面積8,770m2）の売買契約が成立。鑑定評価による更地価格9億5600万円から森友学園による地下埋蔵物撤去費用の約8億円を差し引き、契約金額は1億3,400万円であった。

### 森友学園への国有地の売却
該当地域は「各省各庁所管特別会計所属普通財産の処分等に係る事務取扱要領について」に基づき、大阪航空局が財務省近畿財務局に対して2013年に売払処分を依頼し、同年9月に近畿財務局がホームページで行った公募に森友学園から小学校用地としての取得等要望書が提出された。
2015年、近畿財務局は森友学園と買受特約を付した貸付期間10年間の定期借地権を設定する国有財産有償貸付合意書を締結したが、この際に、森友学園が土壌汚染及び地下埋設物の撤去を実施して、これにより本件土地の価値が増加した場合の撤去費用は、有益費として、森友学園が支出した費用を返還することなどが定められていた。
2016年4月、大阪航空局は当該費用を8億1974万余円とする見積りを近畿財務局へ提出した。近畿財務局は、上記の撤去・処分費用を考慮することなどを条件とした鑑定評価業務を不動産鑑定業者に委託するなどして算定した1億3400万円を売却価格として、同年6月20日に本件土地を森友学園へ売却していた。
また、森友学園側から土壌汚染の噂が出ると生徒募集などに影響が出るとして、売却価格を非開示をするように依頼があり、財務省近畿財務局も情報公開法上の不開示の理由に当たると判断して、非公開とした。

## 森友学園との売却交渉
日本国が森友学園へ国有地を売却した経緯について、以下に説明する。

### 2013年
7月8日、近畿財務局の近畿財務局（以降、近畿財務局）に籠池泰典が豊中市で大阪航空局が売却先を公募している土地について照会。近畿財務局は豊中市に売却先が未定であることを確認し、8月1日に籠池に伝達。
8月13日、鴻池祥肇参議院議員の秘書が近畿財務局に、籠池が資金面の問題から土地購入について、当初は借受で数年後の購入を要望している旨を連絡。秘書は国土交通省の担当者との直交渉を要望するが、近畿財務局は大阪航空局と連携して対応することを回答。
8月21日、籠池泰典が近畿財務局を来訪し、森友学園の開設計画を説明。借受期間については2022年までを要望。大阪航空局は処分依頼をしている立場であるとして対応を近畿財務局に一任。9月2日、近畿財務局は貸付について基本的に協力する旨を通達。大阪府に連携の連絡を行う。
10月、近畿財務局は籠池に収支計画/借入返済計画の詳細説明を要求。籠池は説明資料を作成中であると報告し、該当地への植林や将来の買受の言質を要求したが、却下される。また、大阪府の府民文化部（以降、大阪府）から近畿財務局に籠池の対応に苦慮している相談があり、近畿財務局も同調。11月10日、大阪府は籠池から必要書類が提出予定日を過ぎても提出されない状況を近畿財務局に報告。12月26日、近畿財務局は籠池に書類提出を督促。籠池は大阪府の判断前に国が許可を出さないこと批判し「鴻池先生もお怒りになっていることは覚えて欲いてほしい」と発言。

### 2014年
1月9日、籠池は近畿財務局に計画書などの書類を提出。近畿財務局は書類の不備を訂正する指示を行ったが、籠池は豊中市の都市計画推進部（以降、豊中市）に「国有地を使用することが決定した」と説明して協力を要請。豊中市は近畿財務局に照会すると共に、籠池が市会議員を背後に強引な相談を行ってくるため、対応に苦慮している旨も報告。籠池は近畿財務局に対しても「1月28日に大阪府に必要な書類を提出した」と報告を行ったが、大阪府は書類は全く提示されていないと連絡。双方が「対応に苦慮している案件」と認識し、協力して対応することで一致。
3月4日、大阪府の担当者が近畿財務局を訪問。籠池から必要書類の提出がないこと、資金計画と経営計画に説得力がないこと、小学校の名称を「安倍晋三記念小学校」としていることについて相談。3月27日、府民文化部は近畿財務局に籠池との面談結果を「毎回同じような話をしているが、都合の悪い話になると怒り出すため、建設的な話し合いにならないのが実情」と報告。
4月15日、近畿財務局と籠池が面談。開校に向けて豊中市と開発協議を進めるため、大阪府私学審議会の認可を契約の停止条件として、国有地を先行して貸付してほしいと要請。近畿財務局は国有財産地方審議会および大阪府私学審議会の答申を得る前の契約はできないとして断る。籠池の反応については「国の対応の非難および事故の主張の妥当性を一方的に述べるのみで、今後も当方指示に真摯に対応することは期待しがたい」と報告。
4月28日、近畿財務局は籠池に対して資料提出を速やかに行うように要請。籠池は審査機関の延長などを要望。この打ち合わせの際、籠池は「平成26年4月25日、安倍昭恵総理夫人を現地に案内し、夫人からは『いい土地ですから、前に進めてください。』とのお言葉をいただいた。」と説明し、籠池と夫人が現地の前で並んでいる写真を提示した。
5月8日、近畿財務局は財務省に対して鴻池祥肇参議院議員の陳情案件として籠池の対応を相談。この際に、籠池が安倍昭恵との関係を交渉に提示してきたことも報告。本省は、籠池に対して、書類提出の先延ばしはできないこと。大阪府の許可なく開発許可は出せないこと。大阪府から承認が得られなかった場合は、以下の回答を行うことを指示。
5月12日、豊中市から近畿財務局に「森友学園から1口2万円の寄付を募る文書」が各所に送られていると報告。翌日、豊中市部長より近畿財務局に対して「財務局として承諾するのかしないのかをはっきり決めて相手方にお伝えしてほしい」と要請。
6月17日、近畿財務局から鴻池祥肇参議院議員の秘書に状況説明。秘書は籠池について「4月は日参に近い状況」で「いついつ誰々が来た」などの報告をしてきたと説明。この訪問者の中に安倍晋三総理大臣の妻である安倍昭恵が含まれている。秘書は籠池に対しては「日本は法治国家であり、許認可を得るためには一定の手続きが必要であるのは常識だ。あなたのように情に訴えることばかり主張されても困る。」と対応に苦慮していることを説明。
7月28日、近畿財務局から大阪府に状況確認。大阪府は籠池が雇ったコンサルティング会社により最低限の必要書類が提出された旨を報告。併せて、森友学園の財務状況では大阪府の審査基準をクリアすることは無理であることも伝達。
8月12日、籠池から近畿財務局に資金計画の変更を連絡。2億7000万円の大口寄付が確保できたため、予算計画を修正することを報告。同日、近畿財務局から大阪府に情報連携。大阪府は寄付金の信頼性について「寄付者からの印鑑証明を付した寄付申込書が提出された場合、それ以上の追及をすることは不可能」と見解を示す。8月18日、籠池から近畿財務局に修正した資金計画書が提出される。
9月1日、近畿財務局から大阪府に状況確認。大阪府は提出された書類と資金計画に不備がなくなったため12月の私学審議会で審議対象にできる旨を報告。資金計画の根拠である大口寄付が存在しない場合を懸念として伝達。
12月17日、籠池泰典、籠池諄子理事長夫人（塚本幼稚園副園長）が近畿財務局を訪問。貸付契約書、国有財産売買予約契約書などの説明を受け、内容を了承する。
12月19日、大阪府から近畿財務局に私学審議会の審議結果が「保留」となったことを報告。保留の理由は財務状況に問題があると判断されたため。籠池は同業者から悪意による妨害に邪魔されていると主張するが、近畿財務局は大阪府設置基準を満たすための書類整備を指示。

### 2015年
1月8日、産経新聞WESTが籠池の塚本幼稚園に関する記事を掲載。記事内で籠池は「現在、大阪府豊中市に私立小学校「瑞穂の國記念小學院」の建設を進めている。開校は平成28年（2015年）4月を予定」と発言。翌日、近畿財務局が籠池に面談し、大阪府の私学審議会が保留中であるにも関わらずに、マスコミに小学校の設立を宣伝していることを抗議。
1月9日、籠池と近畿財務局が貸付料について議論。籠池は土壌汚染処理後の評価額を7億4千万円と見積もり、年間貸付料は2300万円を主張。近畿財務局は評価額を10億円、年間貸付料は3400万円を主張。籠池は「国家的見地からの考えから、ここに小学校を建てる意義を考慮してほしい」と要望するが、近畿財務局は「国の政策を土地の価格に反映することはない」と応じず。
1月15日、籠池は国土交通省北川イッセイ副大臣秘書官に「近畿財務省から示された貸付料が高額であるため、副大臣に面談したい」と要請。秘書官は「貸付料は国土交通省で決定するものではなく、財務省近畿財務局において決定する内容であるため、面会しても意味をなさない」と拒否した。
1月22日、大阪府より近畿財務局に連絡。森友学園からの追加資料が提出され「これでしょうがないな」という認識であることを伝える。
1月27日、私学審議会臨時会が森友学園に「認可適当」の判断を下す。ただし「寄付金が本当に入金されるか」「4億円で校舎建築が可能か」などが懸念点として挙げられ、森友学園の総負債額が30%以上となった場合は認可取り消しとなる条件が付けられた。
同日、籠池が近畿財務局を訪問。籠池は土地を購入するまでは借入地として貸付料を支払う契約について「二重払い」であると抗議。土地の購入の際に貸付料を売買代金に充当するように要請。近畿財務局は売買契約と貸付契約は別であることを説明し、貸付は籠池の要望であったことを指摘し、籠池を激高させる。
1月20日、理財局に平沼赳夫議員の秘書から「森友学園から近畿財務局の設定した土地の貸付料が非常に高いと相談を受けた」と連絡。理財局は「土地の価格は国の担当者でどうこうできるものではなく、国家資格を有する不動産鑑定士の価格になるもの」と説明。「はっきり申し上げますが、価格の点はどうしようもありません。会計検査院も観ており、仮にそうした行為をした場合、大変なことになります。」と警告し、議員秘書も「ご説明の内容はそのとおりだと思う」と了承。
2月17日、購入価格と借入金の減額を繰り返しで要請する籠池に対して、近畿財務局は「延納売り払い」を説明。これは契約時に即納金2割を支払い、残額を最長10年で支払うもので、担保を必要とするものである。この時点で近畿財務局は土地代を10億円と試算し、即納金を2億円と見積もっていた。近畿財務局は国有財産地方審議会を諮問し、了解を受けた上で10年間の定期貸付を決定。その際に、「こうした処置を行うにあたっては、今後、どこから問われても適切に対応していると言い切れることが必要になるため、違約金という条項を含めて、契約内容をきっちりしたものにしておくことが必要なわけであります。」と契約不履行の際には約9億円の違約金が設定された。2013年度から2016年度までの4年間で同様の土地取引は1,214件が行われていたが、そのうち「延納売り払い」はこの1件のみであった。
2月9日、籠池から近畿財務局に「貸付料に対する要望書」を提出すると連絡。近畿財務局は価格交渉の余地はないと説明した上で要望書に目を通したが、1月27日に却下した内容と同じであるため要望書の返却を返信。籠池は貸付料金への不平を止めないため、近畿財務局は2014年12月17日に合意した契約内容を説明するが、籠池は「交渉もなしに、あくまで一方的に、国の金額を押し付けてくる気か。そう来るか。よし解かった。」と会話を打ち切る。
2月17日午前、鳩山邦夫議員が近畿財務局を訪問。鳩山は「籠池から賃料が安くならないかと相談を受けている」と近畿財務局で検討できることがないかを確認。近畿財務局は貸付料の交渉ができない旨を法的根拠などを踏まえて説明。鳩山は「これは、どうしようもないな」「国はよくしていただいていることを認識した」と述べて引き上げる。同日の午後、籠池夫妻が近畿財務局を訪問。近畿財務局が契約の早期履行と工事開始を求めるが、籠池夫人が貸付料の値下げを認めないことに対して「あんたら、いじわるや、死んだら地獄に落ちるぞ。」など発言し、交渉決裂。
3月13日、籠池夫妻が近畿財務局を訪問。年間貸付金額について交渉。3月27日も交渉するが、近畿財務局は値下げに応じず。3月26日、籠池はボーリング調査の結果、該当地域は軟弱地盤であると値下げを要求。近畿財務局は不動産鑑定士に調査を依頼。
4月14日、近畿財務局は籠池に対して、不動産鑑定士の判定が土地の評価額に反映する要因であることを伝え、土地の評価額を減額し、貸付料を値下げに応じることを籠池に報告。
4月28日、籠池夫妻が近畿財務局を訪問。10時15分から14時30分にかけて見積もり合わせを実施し、貸付金額を年間2,730万円（利回り2.9292%）で合意に至る。
5月1日、近畿財務局が籠池夫妻を訪問。籠池は貸付料の減額が少ないことに不満を述べ、籠池が公正証書作成を負担する契約内容を認めずに契約書への押印を拒否。5月7日、籠池から契約保証金の納金が行われるが、違約金の金額が高すぎると近畿財務局を非難。籠池夫人が「詐欺まがいの行為」と激高し、売買契約の締結を拒否。5月12日、近畿財務局が籠池夫妻を訪問して説得を行うが、貸付金額が要望した2,300万円を上回っていることなどを非難し、籠池夫人がコースターを投げつけるなど激高したため、調整失敗。
5月19日、柳本卓治議員秘書から近畿財務局長に電話連絡。籠池が局長との面談を求めていることを伝えるが、局長は対応について検討すると応答し、管財部長に対応を指示。
5月20日、籠池から近畿財務局に該当の土地が国有財産台帳価格で約7億6千万円であり、その説明を受けていないことについて連絡。同月27日、籠池が近畿財務局を訪問し、この価格を根拠に違約金額の減額を要請するが拒絶される。遅れて打ち合わせに参加した籠池夫人により罵詈雑言が続いたため、交渉は中断。同日、平沼赳夫衆議院議員の秘書から近畿財務局に状況確認の連絡。「理事長が大変個性的な方なので誤解があると思うのだが」と近畿財務局が違約金の減額に応じないという籠池の主張を伝える。近畿財務局は「本件について言えば、この財産は航空局の特別会計の財産であり、本来は速やかに売却するべきものですが学園側のご事情を最大限考慮して、通常3年を限度にしか認めない貸付を特例的に10年にもわかる定期借地権により貸付を認めることとしたものであります。こうした処置を行うにあたっては、今後、どこから問われても適切に対応していると言い切れることが必要になるため、そのため、違約金という条項を含めて、契約内容をきっちりしたものにしておくことが必要なわけであります。」「契約内容の中で国として譲歩できる部分は譲歩しておりますが、適正に処理していると対外的に言えるためにも是非とも必要なことであり、仮にそうした処理をしないと、多くのかたにご迷惑がかかることにもなりかねません。」と説明し、平沼の秘書も了解した。
5月29日、籠池が貸付合意書、売買予約契約書、確認書に署名。籠池夫人から近畿財務局に「現地での護摩炊き」のDVD映像を渡し、「これを見て、まっとうな人間になれ」と発言。そのほか、「近畿財務局の非行」という文書を複数の国会議員に送付したと通告。
6月4日、柳本卓治参議院議員の秘書から近畿財務局に連絡。「森本学園から10か条からなる文書が送られて、どうにかしてくれと言われている」と状況の説明を求める。近畿財務局からの説明に了解。柳本議員の秘書は「こういう商売をしているので、持ち込まれた話は聞かなければならないが、毎日のように電話を受けて困惑している。」と事情を説明し、近畿財務局の手を煩わせていることを謝罪した。
同日、契約成立のため公正証明書を作成するため、籠池と近畿財務局が大阪府の公証役場を訪問。籠池夫人が近畿財務局の代理人を不服とし、暴言を繰り返して署名を拒否。公証人が「前代未聞」と苦言を呈する事態となり、公正証書の取り交わしは延期された。
6月8日、籠池と近畿財務局との間で公正証書の取り交わしが完了。
8月5日、籠池から近畿財務局に訪問要請。籠池夫人から近畿財務局に30分以上の持論を展開。日本の国を体たらくにしたのは君たちのような官僚だと誹謗中傷を続け「この事業に関しては国土交通副大臣である北川先生や柳本先生も気にかけてくれている。そのほか、鴻池議員や平沼先生も承知して気にかけてくれる。9月5日の入学予定者説明会には安倍昭恵夫人にも来ていただくことになっている。首相にもお願いしているが、まだ返答はない。」「いつでもこの人たちにお願いし、手続きがスムーズに進むようにすることも可能である。」などと述べ、大阪航空局に土壌汚染除去の工事費用を早急に支払うように命令することを要求したが、近畿財務局は「工事費用の支払いは大阪航空局であり、近畿財務局に権限はない」と説明し、協議を終了させた。
8月6日、近畿財務局と大阪航空局が土壌汚染除去施工業者から工事費の見積もりを受ける。金額は113,400,000円。
8月11日、籠池が近畿財務局を訪問。地中の障害物が想定以上であり、工事期間を延長する必要があることを報告。それに伴って、開校時期に1年間の猶予を要請。
9月5日、安倍昭恵総理大臣夫人が森友学園の塚本幼稚園で講演。開校予定の「瑞穂の國記念小學院」の名誉校長に就任。
9月30日、籠池が近畿財務局、大阪航空局と面談。籠池は土壌汚染対策工事費などの有益費の支払いを求めたが、大阪航空局は本年度予算で支払いの目途はないと回答。さらに、籠池は有益費に敷地内にあった樹木の伐採費用も計上するように求めたが、近畿財務局は樹木の状況を確認してもらった上で、現状有姿で引き渡したとして拒否。籠池夫人の激高もあり、会談は平行線のまま終了。会談後に近畿財務局から大阪航空局に対して「実感していただいたと思うが、本日の回答では相手方対応がもたないと考えるし、国土交通本省を巻き込んで一歩踏み込んだ対応が必要であると考える」と要請。大阪航空局も了承。
11月10日、安倍昭恵総理夫人付の内閣事務官の谷査恵子が近畿財務局に電話。以下の会話が行われた。
11月16日、籠池から近畿財務局に連絡。籠池が「賃料の減免に関して検討はしているのか。上司に伝えた上で検討しているのだろうな。」と確認。近畿財務局は「理事長からの要望などに関しては上司に逐一報告している。ただし、賃料の減免に関しては、先日もお伝えした通り認められるものではない。」と回答。籠池は激高し、上司と相談をすることを繰り返しで要求。
11月24日、土壌汚染および地下埋蔵物の撤去工事が完了。大阪航空局と近畿財務局が現地確認。（森友学園は不参加）。工事費用は土壌改良他工事が113,400,000円、地中障害物撤去工事 30,780,000円。
12月、森友学園は小学校の建設を開始。
12月18日、籠池が大阪航空局を訪問（籠池の要請で近畿財務局が立ち合い）。籠池が有益費の早期支払いを要求するが、大阪航空局は来年度の予算での支払いができない旨を報告。籠池の退席後に、近畿財務局が大阪航空局に対して、更なる陳情が行われることを示唆して、予算化への努力を依頼。

### 2016年
1月6日、籠池が近畿財務局に連絡。国有財産特別措置法による優遇措置を適用するように要請。近畿財務局が適用の対象ではないことを説明するが、籠池は納得せず。籠池は「本件は鴻池議員の口利きで進めた話である」と翻意を求めたが、近畿財務局の結論は変わらず。
1月27日、籠池が近畿財務局を訪問。有益費の早期支払い、国有財産特別措置法による優遇措置の適用、土地の評価金額の減額などを要請したが、近畿財務局が全てを否認した「ゼロ回答」であったため、籠池は納得せずに退去。
3月11日、籠池から近畿財務局に「撤去していないゴミが埋設されている」と連絡。
3月14日、鴻池祥肇議員秘書から近畿財務局に、籠池から「小学校建設の件で近畿財務局と業者が結託して我々をだました」と話があり、財務本省への力添えを頼まれたと連絡。籠池の発言が支離滅裂であり、鴻池はフォローを一切行わない旨を説明の上、籠池には「鴻池の秘書からよく話し合うように連絡を受けた」と伝達してほしいと依頼。近畿財務局が了承。
3月14日、近畿財務局、大阪航空局が小学校建設地を視察。地下埋蔵物が大量にあることを確認。籠池から「6月には棟上式を行うことになっており、総理大臣夫人も来ることになっている」など厳しく非難を受ける。籠池の退席後、近畿財務局と施工業者と今後の方針について相談。
3月15日、籠池が財務省理財局国有財産審理室を訪問。審理室担当者が近畿財務局から報告は適時で受けており、国としてできるルールの中で最大限の対応をしていると説明。同日、近畿財務局から鴻池祥肇議員秘書に状況を報告。鴻池議員秘書は「対応については了解しました。国としてできることとできないことがあるのは理解しています。強引な人なので大変だと思いますが、よろしくお願いします」と回答。
3月24日、籠池が弁護士（以降、森友学園側弁護士）を伴って近畿財務局（大阪航空局も同席）を訪問。弁護士より貸し手側である国の不備により工事の中断が続いており、有益費の確定と支払い時期も未定であるため、事業を中止して国に対して損害賠償を求める裁判に切り替える方針が通告される。弁護士は裁判で争う事態を避けるため、売却後は一切の瑕疵を行わないことを条件に、籠池に複雑な経緯を反映させた安価な価格で土地を売却することを提案。翌日、森友学園側弁護士が近畿財務局を訪問。近畿財務局は4月に土地の鑑定を依頼し、6月に鑑定結果を受けた金額を提示し、6月中の売却契約を成立させる方針を伝達。
5月18日、近畿財務局が籠池を訪問。籠池から近畿財務局に「我々に相当の負担が生じている状況下で、今後、訴訟をしませんよといった条件で土地を買い受けるというのであれば、金額は限りになくゼロに近いものであるべき」と要請するが、近畿財務局が拒否したため、交渉は決裂。翌日、近畿財務局は籠池に架電し、売却価格の交渉は森友学園側弁護士に一任するように要請。籠池も了承する。
6月1日、森友学園側弁護士から近畿財務局に架電。近畿財務局は森友学園側弁護士に売却後は損害賠償などの請求を一切行わないこと、価格提示後はさらなる要求を行わないことを確約させた上で売却金額は1億3,400万円であることを通告。
6月20日、森友学園と近畿財務局で売買契約を締結。売却金額は1億3,400万円。決裁時の近畿財務局管財部長は小堀敏久。財務局ホームページに開示される内容のうち、契約金額を非公開にするように籠池が要望し、近畿財務局も了承。

## 朝日新聞による調査報道

### 報道の開始

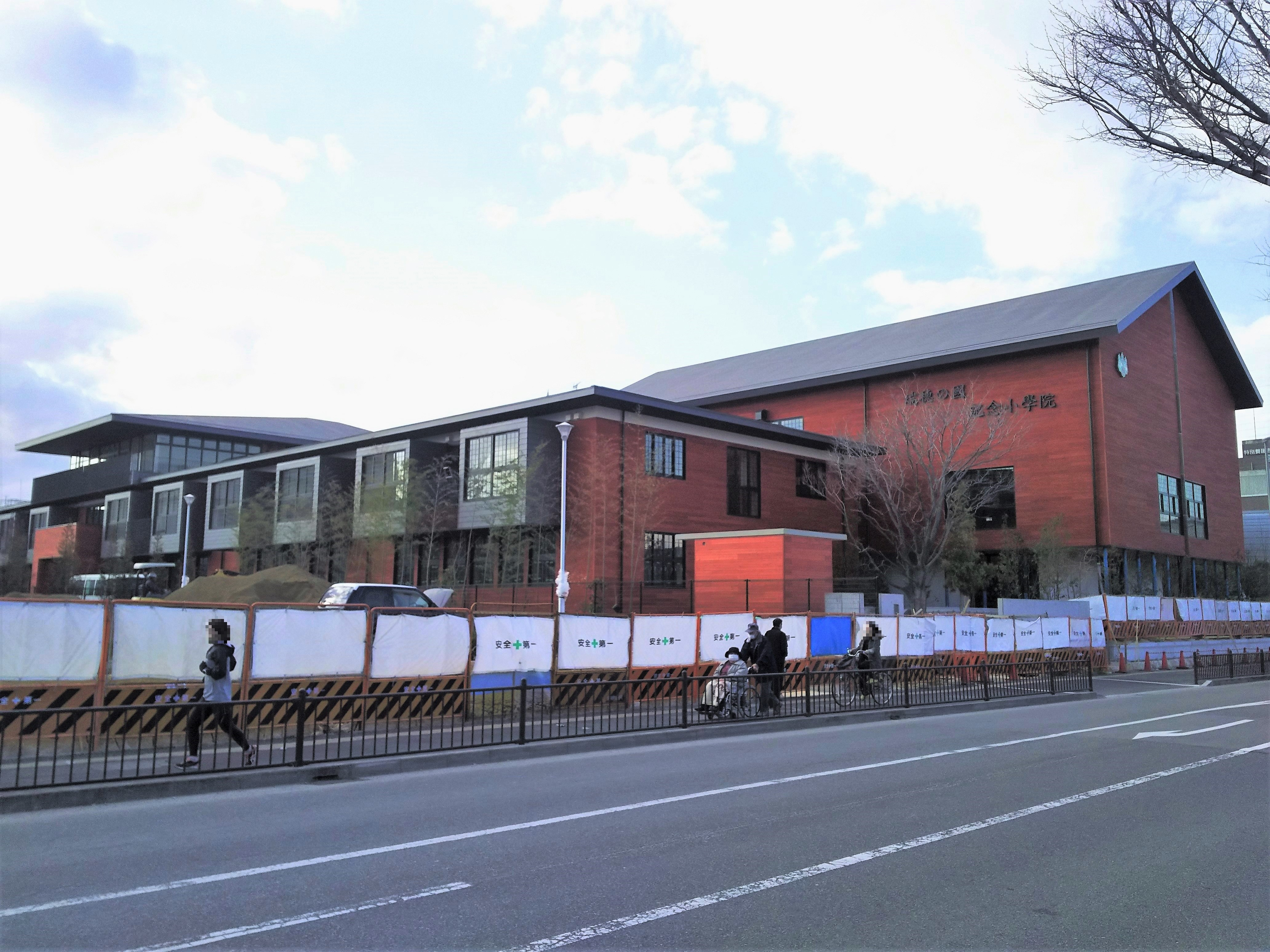
豊中市の国有地に建設中であった瑞穂の國記念小學院の校舎及び体育館。2017年3月10日撮影。

2017年2月9日、朝日新聞社は上記の取引を「財務省近畿財務局が学校法人森友学園に払い下げた大阪府豊中市内の国有地の売却額は同じ規模の近隣国有地の10分の1だった」と報じ、以下の説明で記事を閉めた。
森友学園が買った土地には、今春に同学園が運営する小学校が開校する予定。籠池理事長は憲法改正を求めている日本会議大阪の役員で、ホームページによると、同校は「日本初で唯一の神道の小学校」とし、教育理念に「日本人としての礼節を尊び、愛国心と誇りを育てる」と掲げている。同校の名誉校長は安倍晋三首相の妻・昭恵氏。
朝日新聞は同年8月10日付の社説で「財務省はなぜ、鑑定価格より8億円余りも安く森友学園に売ったのか。財務省と学園との間でどんなやりとりがあったのか。その土地に建設予定だったのが、安倍首相の妻昭恵氏を名誉校長とする小学校だったため、対応が変わったのではないか」と述べ、同年11月23日付の社説で「土地売却の交渉は、学園の籠池泰典前理事長が『神風が吹いた』というほど特例づくしだった。建設予定だった小学校の名誉校長を、安倍首相の妻昭恵氏が務めていたことが、背景にあるのではないか」と述べた。

### 国会での追及
2017年2月9日以降、日本のマスメディアの報道を受け、野党によって追及された。

### 「私や妻が関係していたなら総理大臣も国会議員も辞める」
2017年2月17日、衆議院予算委員会で安倍晋三は民進党の福島伸享から森友学園の国有地の売却に関して、財務省理財局長の佐川宣寿と文部科学省高等教育局私学部長の村田善則に政治家による便宜の疑惑が問いただされた後、福島から「この小学校の名誉校長とされているのが安倍昭恵先生という方で、右を見ると、安倍晋三内閣総理大臣夫人と書いております。この理事長の籠池先生の教育に対する熱い思いに感銘を受け、このたび名誉校長に就任させていただきましたと。この事実、総理は御存じでしょうか。」という質問を受け、以下の回答を行った。

2017年2月24日、衆議院予算委員会で安倍晋三は民進党の福島伸享から森友学園の国有地の売却に関して「この土地の購入に関して一切政治家の口ききなどなかったということを、きょうこの場で断言できますか」という質問を受け、以下の回答を行った。

### 安倍昭恵の名誉校長辞任
同年2月23日、安倍晋三の事務所は森友学園に、安倍昭恵の名誉校長辞任の意向を伝えるファックスを送信した。同日午後、森友学園は「瑞穂の國記念小學院」の公式サイトから、安倍昭恵の写真と、「瑞穂の國記念小學院は、優れた道徳教育を基として、日本人としての誇りを持つ、芯の通った子どもを育てます」と綴る昭恵の挨拶文を削除した。
同年2月24日、安倍晋三は、昭恵が名誉校長を辞任したことについて「引き受けていることで子どもたちや保護者に迷惑をかける。妻と話し、退くことになった」と説明した。

### 2017年内の情勢
同年6月に国会が閉会した。翌7月、佐川は国税庁長官に就任した。同年10月には衆議院議員総選挙があり、安倍晋三が所属する与党・自由民主党が大勝した。
2017年7月、森友学園の理事長であった籠池泰典およびその妻は、「日本国および大阪府・大阪市から補助金の合計約1億7千万円を詐取した」という容疑で警察から逮捕され、さらに起訴された。その後、翌2018年5月に保釈された。
同年11月、内閣から独立した国家機関である会計検査院は「値引きの根拠は不十分」などとする検査結果を公表した。その後、国会での審議も断続的に続いたが、真相は明かされなかった。

### 「妻が名誉校長を務める学校はあまたある」
翌2018年3月26日、安倍晋三は、昭恵が過去に森友学園の名誉校長へ就任したことを擁護する趣旨で「妻が名誉校長を務めているところはあまた（数多）ある」と述べた。
しかし、2日後の3月28日、その「名誉校長」を務めた具体例について日本共産党の書記局長であった小池晃が質問すると、晋三は「森友学園のほかには『加計学園』の認可外保育施設の合計2例だけであった」ことを明かした。また晋三は「昭恵が務めていた『名誉職』は合計55例あった」と釈明した。

### 財務省による公文書の改竄・隠蔽

#### 財務省による虚偽証言の要請
ごみの撤去費用に関し、財務省は森友学園側へ虚偽の説明を行うように要請した。「土地にあったゴミを撤去するため購入後に多額の出費が必要だった。トラックが何千台も走るほどだった」などと口裏を合わせるように依頼していた。ただし、森友学園側は依頼されたようなコメントをすることはなかった。

#### マスメディア報道
翌2018年（平成30年）3月2日、朝日新聞が「森友文書　書き換えの疑い」と報じた。報道内容は「2016年6月の売買契約の当時の文書には記載されていた『特例』などの文言が、翌2017年2月に疑惑が発覚した後に財務省が提出した文書からは削除または改竄されている」というものであった。
さらに7日後の同月9日、同紙は続報として「当時の決裁文書では1ページにわたって記載されていた項目が削除されている」と述べた。
その同日である3月9日、佐川宣寿が国税庁長官を辞任した。理由は「決裁文書の国会提出時の担当局長だった」こととされた。

#### 「公文書改竄」の認定
3日後の3月12日、財務省は「14件の決裁文書を書き換えた」ことを認め、「決裁文書の書き換えの状況」と題する書き換え前と書き換え後の対照表を公表した。
発表によれば、"書き換え"が行われた時期は、売却価格の疑惑が発覚した後の2017年2月下旬から4月にかけてであった。削除された内容は、「本件の特殊性」といった文言や、安倍昭恵および政治家らについての記載であった。
さらに、財務省が森友学園の交渉記録を「2016年の取引の終了後に廃棄した」と2017年2月17日に発表して国会に提出していなかったものは、実際には発表時点まで存在していたことが判明した。また、それらの記録は、2017年2月24日に佐川理財局長が「記録が残っていない」と国会で答弁した後、2月下旬から4月下旬にかけて廃棄されていたことも明らかになった。
すなわち、財務省理財局の局長であった佐川宣寿が「記録が残っていない」などと国会で答弁を続けていたのと同時期に、財務省理財局総務課長らはその答弁に合わせるようにそれらの公文書を"書き換え"、交渉記録を廃棄していた。
くわえて、2017年2月から2018年3月までの1年以上にわたって国会では本疑惑への審議に時間を費やしていたが、その出典となっていたのも、財務省らによって"書き換え"られた文書であった。
2018年3月26日、第196回国会参議院予算委員会第13号で、安倍総理は、「それは改ざんではないのかと言われれば、これは当然改ざんという指摘を受けてもこれは私はやむを得ないのではないかと、このように思っております。」と発言した。

#### 近畿財務局職員の自殺と記録
2018年3月7日、土地の売却を管轄する近畿財務局職員の赤木俊夫が自殺した。2017年2月下旬から2017年4月下旬にかけて上司から公文書の改竄を命じられ、その後うつ病になり休職していた。報道を見て「僕は犯罪者なんだ、内閣が吹っ飛ぶようなことをしてしまったんや」と言っていたという。
2019年8月7日、近畿財務局が公務災害と認定していたことが明らかになり、妻の赤木雅子は人事院に対して情報開示請求を行うが、開示された文書70ページのほとんどが黒塗りであった。
2020年3月18日、赤木雅子は国と元同省理財局長の佐川宣寿を提訴。同年3月26日、「週刊文春」4月2日号が発売。同号は「検察が握りつぶした極秘ファイル」があるとし、赤木俊夫の一周忌（2019年）に直属の上司だった池田靖(近畿財務局管財部統括国有財産管理官)が雅子の自宅を訪れ、俊夫が決裁文書改竄の経緯を克明に記したファイルがあり、生前、赤木と池田で相談の上で検察に提出していたと明かしたことを報じた。これ以後、俊夫が遺したファイルは「赤木ファイル」と一般に呼ばれるようになった。ファイルによれば、財務省から近畿財務局への指示内容として、安倍昭恵に関する記述の削除は「できる限り早急に」とされ、改竄初日に行われていたとされる。また、当時の直属の上司は「(赤木さんは、ファイルを検察に提出したことで)近畿財務局の仲間が傷つくことになりはしないかと、思われていたのかなと思う」と話している。
同年4月13日、赤木雅子は近畿財務局に対し、上記の文書の情報開示請求を行うが、5月13日に開示されたのは、年金の金額や支払日などが書かれた10ページの文書しかなかった。財務省側は、コロナ禍の影響などを理由に「残りの文書については1年後の2021年5月14日までに開示決定をする」と答えた。
2021年2月、赤木雅子が国と佐川宣寿元財務省理財局長を提訴した民事裁判の中で、雅子さん側は、国に赤木ファイルの提出を命じるよう大阪地裁に申し立てた。
2021年5月、国側は組織的な改ざんについて争いがないことから「ファイルは裁判に関係せず、存否について答える必要がない」として赤木ファイルの存否さえ明らかにしていなかったが、地裁から「裁判所の命令を待たずに、任意で提出を検討するよう」要請があったことを受け、次回の口頭弁論期日(6月23日)には俊夫さんが改ざんの経緯を時系列にまとめた文書や、財務省理財局と近畿財務局の間でやりとりしたメールの記録などを任意で提出すると文書で回答した。
2021年6月22日、赤木ファイルが雅子さんの代理人弁護士の事務所に郵送で届けられた。全518ページの文書（通称「赤木ファイル」）が開示された。この文書には、「2017年2月26日 財務省理財局職員から近畿財務局職員へ 現時点で削除した方が良いと思われる箇所がある。修正後の文書を本省にメール送付してほしい」「売払い調書、契約書の再作成」「修正作業」「調書、経緯の原本を差し替え」「売払調書差し替え、貸付調書差し替え」「本省理財局が全責任を負うとの説明を受けた」「2017年3月20日 理財局職員から財務局職員へ 佐川理財局長から、調書は現在までの国会答弁を踏まえた上で作成するように直接指示があった」「詳細が当局(近畿財務局)に説明されず、詳細が不明確なまま、本省審理室担当補佐からその都度メールで投げ込まれてくるのが実態」などと記されている。財務省が2018年6月4日に取りまとめた森友学園案件に係る決裁文書の改ざん等に関する調査報告書のP27・P28の記述と矛盾はない。
同年6月24日、立憲民主党など野党は、国会内で合同ヒアリングを開き、改ざん問題に関する財務書調査報告書の修正を求めた。この合同ヒアリングで、川内博史は「なぜ、このような大胆な指示を、佐川理財局長ができたのか」と追及するが、同省職員は答えを避けた。
2021年11月17日、「公務災害」と認定した理由を記した文書について、人事院はこれまで黒塗りにしていた部分のほとんどを赤木雅子に開示した。なお、不正を行うよう指示されたかどうかなどは、公務災害の判断基準にはない。

#### 「佐川宣寿による主導」
同2018年6月、財務省は森友学園案件に係る決裁文書の改ざん等に関する調査報告書を取りまとめ、職員20名を処分した。また財務省は「連日の国会審議で疲弊した財務省職員が、議論の材料を増やさないために書類を改竄した」などと主張した。
報告書は、当時の佐川財務省本省理財局長について、"決裁文書の書き換えを行っていることを認識したにもかかわらず、進行中の作業を止めるのではなく、むしろ継続させたものと認められる。"、"財務大臣及び事務次官等に一切報告されぬまま、"、"国会や会計検査院等への対応に際して、応接録の廃棄や決裁文書の改ざんの方向性を決定付けたものと認められる。一連の問題行為の全貌までを承知していたわけではないが、国有財産行政の責任者である本省理財局の局長であり、さらに、一連の問題行為が森友学園案件に関する自身の国会答弁との関係に起因していたことも踏まえれば、問題行為の全般について責任を免れるものではない。"と書いている。
財務大臣であった麻生太郎は「誠に遺憾。深くおわび申し上げる」と謝罪した。

### 公文書改竄への捜査・処罰

#### 会計検査院による違法認定
この改竄の公表を受け、内閣から独立した調査機関である会計検査院は追加検査を行い、翌2018年（平成30年）11月に、検査院の求めに応じて資料を提出することを義務づけた会計検査院法第26条の規定に違反すると認定した。しかし、"財務省において、会計検査院法第26条の規定に違反すると認められる事態に関与した職員については、既に退職していて懲戒処分の要求の対象外であったり、既に本件事態について任命権者から懲戒処分を受けていたりなどしているため、懲戒処分の要求は行わない。 "としている。
値引きの根拠についても「昨年の報告書で出した結論と変わらなかった」として、値引き額や売却額そのものは評価しなかった。

#### 検察による不起訴処分
大阪地方検察庁特捜部はこれらの土地取引や改竄事件などについて、「背任罪」や「証拠隠滅罪」「公用文書毀棄罪」「虚偽公文書作成罪」などの6容疑の告発を受けて捜査を行っていたが、2018年5月、捜査対象とした佐川ら38名全員を「不起訴処分」とした。
特捜部長であった山本真千子は、不起訴としては異例の記者会見を開いた。山本は値引きの根拠とされたゴミ処理費用について「不適切だと認定するのは困難」、改竄事件について「虚偽の内容の文書が作られたかという観点から検討したが、認めることは困難」と説明した。詳しい経緯は明かさなかった。

#### 検察審査会の審査
この不起訴処分について、大阪や東京の市民団体などは検察審査会に審査の申し立てを行った。翌2019年（平成31年）3月、大阪第一検察審査会は、不起訴には納得できないという「不起訴不当」を議決した。
同審査会は、不起訴となった38人のうち、財務省近畿財務局および国土交通省大阪航空局の職員4名を「背任罪」について、また佐川ら財務省の職員6名を「有印公文書変造・同行使と公用文書毀棄の罪」について、合計10名を「不起訴は不当である」とした。

#### 再度の不起訴処分、捜査終了
上記の「不起訴不当」議決を受け、大阪地方検察庁特捜部は10名について再び捜査を行った。しかし、5ヶ月後の同2019年（令和1年）8月、全員を再び「不起訴処分」とした。
検察官が不起訴にし、検察審査会がそれを"不起訴不当"と議決し、検察官が再度不起訴の判断をした場合、検察審査会が二度目の審査を行うことはない。二度目(第二段階)の審査が行われるのは、一度目に"起訴相当"と議決した場合のみである。(検察審査会法第四十一条の二)
これにより、本事件の捜査は終結した。　

#### 財務大臣による再調査の否定
2021年（令和3年）6月22日、公文書改竄に関して、2018年3月7日に自殺した赤木俊夫が記録していた情報が新たに一般に公開された（詳細は上述）。
同日、これについて麻生太郎副総理兼財務大臣はさらなる調査の可能性を否定し、「財務省としてできる限りの調査は尽くしている」と述べた。

## 背景

### 疑惑報道までの経緯
2016年6月、近畿財務局は小学校の開設を計画した学校法人森友学園に当該国有地を随意契約で売却した。連帯ユニオン議員ネットワーク副代表の木村真大阪府豊中市議は、同年9月に近畿財務局に売却価格の情報公開法による開示請求を求めたが、近畿財務局は「法人側の事業に影響がある」との理由で非開示とした。これを不服として、2017年2月8日、国に対して決定の取り消しを求め大阪地方裁判所に提訴した。2月9日、毎日新聞は朝刊でこの事実関係を簡潔に報道した。

### 朝日報道から籠池証人喚問までの経緯
2017年2月9日、朝日新聞は財務省近畿財務局が学校法人森友学園に払い下げた国有地の売却価格が例外的に非公表となっており、朝日新聞の調査では豊中市に売却された国有地（14億2300万円）の1割程度で、他の学校法人が7億円前後で交渉するも近畿財務局が「価格が低い」として断念した経緯のある土地であり、また、学園の理事長籠池泰典は日本会議大阪の役員で、安倍昭恵が同校の名誉校長となっていると報じた。ただし、日本会議は「籠池の日本会議大阪代表・運営委員」は虚偽の報告であり、籠池は2011年1月に日本会議からも退会していると反論している。
2月17日、衆議院予算委員会で、安倍晋三は私学設置認可や国有地払い下げに「私や妻が関係していたということになれば、首相も国会議員も辞める」と述べ、「安倍晋三記念小学校」の名目で寄付が募られていたと指摘には、「初めて知った」「私の考え方に共鳴している人から『安倍晋三小学校』にしたいとの話があったがお断りした。現役の政治家である以上、私の名前を冠にするのはふさわしくない」と答弁した。一方「妻から先生の教育に対する熱意は素晴らしいと聞いている」とも語っていたが、塚本幼稚園の教育方針に批判が集まると2月24日には「教育者としていかがなものか」と批判するようになった。
2月27日、衆議院予算委員会で、民進党は森友学園による国有地取得や、運営する塚本幼稚園で園児に「安倍首相頑張れ」「安保法制国会通過良かったです」「日本を悪者として扱う中国、韓国が心を改め、歴史でうそを教えないようお願いします」などといわせる教育は教育基本法違反の疑いがあると指摘、安倍は「園児に言ってもらいたいとは考えていないし、適切ではない」「教育の詳細は承知していない。所管の大阪府が監督するものだ」と答弁した。
3月1日、共同通信社配信記事で、2013年頃「安倍晋三記念小学校」の名称で小学校設置認可を打診された大阪府が政治的中立性を理由に難色を示した経緯があると報じられた。
3月1日、自由民主党の鴻池祥肇参議院議員は2014年4月頃、籠池夫妻から「紙に入ったもの」を差し出され「これでお願いします」と頼まれたが、受け取らず口利きもしていないと語った。
3月9日発売の週刊文春では、元鳩山邦夫事務所参与の肩書を持つ男が「“口利き”したのは私です」と証言した。しかし、鳩山側の事務所は「私設秘書ですらない人間が訪ねて8億円のディスカウントは絶対無理」と関係を否定。また、週刊新潮は元参与が塚本幼稚園のPTA役員を務め学園と安倍昭恵を取りつないだことや、元参与が麻生セメントの特約販売店である「新建産業」（大阪・茨木市）の元社員でもあり、同社の社長に対し、麻生太郎財務大臣を紹介してくれないか打診したところ固辞されたこと、新建産業社長の妻が橋下徹前大阪市長の後援会長で、長男が日本維新の会大阪7区支部長の奥下剛光であることから小学校の認可権を握る松井一郎大阪府知事ともネットワークがあることを報じた。一方、麻生側の事務所は「（元参与との接触や払い下げの口利きなどについて）いずれもそうした事実はございません」と関与を否定した。
3月10日、籠池は塚本幼稚園で記者会見を行った。
3月16日、参議院予算委員会の現地調査で民進党の舟山康江が記者団に「（籠池氏が）安倍（晋三）首相から、（昭恵）夫人を通して100万円をもらった、と語った。時期は2015年9月ごろ」と説明を行った。この発言に対して、菅義偉官房長官は同日午後の記者会見で「(安倍総理大臣は)自分では寄付していない。昭恵夫人、事務所等、第三者を通じても寄付していない」と籠池泰典の発言を否定した。野党が求めていた籠池の参考人招致について、3月17日、衆参両院の予算委員会は全会一致で籠池の証人喚問を可決した。3月18日、文筆家の菅野完が安倍晋三総理大臣が森友学園に100万円を入金した記録と説明する受領証があると発表し記者会見を行った。菅野は記者たちの前で籠池氏の長女にも電話をして経緯を説明させ、入金の時期を2015年9月5日に安倍昭恵が幼稚園の講演会に参加した後、その日は土曜日で、現金は金庫で保管し、月曜日の7日に幼稚園の別の職員が郵便局で入金手続きを取ったと話した。同日、菅義偉官房長官は午前の記者会見で「安倍事務所を通じて夫人に確認したところ、領収書等の記録もなく、夫人個人としても寄付は行っていないということだった。」と発表した。籠池泰典の息子の籠池佳茂は、100万円の領収書の発表は菅野完の提案によるものであると著書で語っている。安倍本人からの聞取りによる『安倍晋三回顧録』において、安倍は「籠池の長男が寄付があったことを否定した」と語ったとされているが、籠池佳茂は寄付の有無までは知らず、そこまでの否定はしていない。

### 大阪府私立学校審議会の審査を巡る経緯
学園側は2011年、幼稚園しか設置していない学校法人でも小学校の開設に借入金を充てることを容認するなどの内容の私立小学校設置認可基準緩和を府に要望し、府は2012年4月、基準を緩和した。森友学園以外から同様の要望はなく、基準の緩和後の小学校認可の申請は2017年時点で森友学園の1件のみであった。当時大阪府は教育の規制緩和を進めており、私学課は「同様の要件を設けている都道府県がほとんどなく、合理的でないと判断した」と説明した。
2014年10月、学園が小学校開設の認可を大阪府に申請。12月の大阪府私立学校審議会定例会で学園の小学校開設が議論されたが、校舎建設などのために積み立てる基金が無いなど、財務状況などの問題点の指摘が相次ぎ、継続審議となった。2015年1月27日の臨時会でも、「入学者が確保できるのか」「こんな絵空事でうまくいくとは思えない」などの疑問が委員から相次ぎ、「収支上、ウルトラC以上のすごい実態になる。不正の可能性はないと仰せられるんでしょうか？」との質問に対し、府の担当者は「（学園側からの）財務諸表に添付されている公認会計士からの書面を確認し、適正なものと判断している」と答え、寄付金の受け入れ状況や入学者の確保、教育内容などを追加報告することを条件とした「条件付き認可適当」の答申を出した。審査は府の基準で認めていない借地を利用した校舎建設を前提に進められ、学園側は土地購入を前提に近畿財務局と借地契約を結ぶと説明し、私学課は将来的に土地が学園の所有になると判断していた。問題発覚を受け、学園側が基準緩和を要望した時の大阪府知事であった橋下徹は、2017年3月にツイッターを更新し、「認可判断にミスがあるとすれば、私学新規参入の規制緩和実施後の審査体制を見直さなかった僕にある」「規制緩和と審査体制強化をワンセットでやらなければなりませんでした。ここは僕の失態」と述べ、手続きの不備に言及した。2017年4月に府は審査に問題はないとする検証結果を公表し、上司に判断を仰がなかったとして当時の私学課長を厳重注意処分とした。
問題が発覚した後の2017年3月3日には、大阪維新の会の中川隆弘大阪府議（豊中市選出）が、2014年12月の府の認可保留後、松浦正人山口県防府市長の仲介で籠池夫妻と面会し、小学校の設置認可について働きかけを受けたことを明らかにした。また、籠池は2013年には鴻池の元秘書であった自民党の黒川治兵庫県議を介して鴻池の神戸事務所を訪れ、国有地の確保に向け頻繁に陳情を繰り返したほか、2014年11月には豊中市選出の元自民党府議を通じて浅利敬一郎豊中市長と面会するなど、開校実現に向けて地方議員らへ接触を繰り返していた。 

## 籠池泰典の証人喚問

### 籠池による証言
籠池による安倍昭恵との関係についての証言を以下に掲載する。
- 2008年以降、森友学園の教育方針が雑誌における論評を通じ、日本の保守系の政治団体「日本会議」を中心に高く評価されたことを受けて、森友学園のPTA役員が安倍晋三の妻である安倍昭恵へ同学園のことを紹介し、昭恵が「すばらしい学園ですね」と応じたことから、携帯電話でのやりとりによって同学園と昭恵との交流が始まったという[143]。
- 籠池は安倍晋三の思想に共感して晋三を信奉していたことから、「安倍晋三記念小学校」という名称を使いたいことを昭恵へ打診したところ、晋三から許可されたという。小学校で使う予定の副読本を昭恵へ紹介したときも、晋三から「素晴らしい内容です」と賞賛されたという[143]。しかし、2012年に安倍晋三が首相に就任（2度目）したのち、安倍は自身の名を小学校へ用いることについて「首相ですので」と辞退したという[143]。
- 2014年4月、昭恵が森友学園が経営していた「塚本幼稚園幼児教育学園」を訪問して視察した。昭恵は園児たちの規律正しい様子に感動していたという[144]。さらに、園長の籠池泰典が園児たちへ「安倍首相ってどんな人ですか？」と質問したところ、園児たちは「日本を守ってくれる人」と答えた。籠池によれば、昭恵はこれを見て涙ぐみ、「ありがとう。（安倍晋三に）ちゃんと伝えます」と述べたという[144]。
- 2015年9月、安倍昭恵が同幼稚園を再び訪れて講演を行った。理事長であった籠池によれば、昭恵は籠池へ「どうぞ安倍晋三からです」として現金100万円を贈与し、籠池は昭恵へ謝礼として10万円を贈与したという[145]。
- 同年秋、政府が工事費用を支払うことについて、昭恵付きの政府職員へ「財務省へ問い合わせてほしい」と依頼した。依頼は実行され、財務省は「2016年度での予算措置を行う方向で調整中」と返答したという[33]。
- さらに、同年11月、森友学園が昭恵へ「優遇を受けられないか」と問い合わせ、昭恵付きの政府職員が財務省へ同様の要請を行った。財務省は「現行ルールのなかで最大限の配慮をしている」と返答したという[33]。

### 証人喚問
籠池泰典の証人喚問は、2017年3月23日午前10時から参議院予算委員会で14時50分から衆議院予算委員会で行われた。補佐人には山口貴士が選任された。西田昌司に促され、籠池は「はい。そうですね。もう九分九厘でき上がっていて、高げたを外された、はしご段を外されたという思いですね。」、はしごを外したのは「松井一郎大阪府知事というふうに思っています。」と証言。「誰がこのはしごをかけたのですか」と質問した浅田均に対して（はしごを）「掛けたのは私ですが。」と答えた。下地幹郎は「松井さんがはしごを外したというんじゃなくて、松井さんはあなたが学校ができるようにはしごをかけて、はしごから落ちたのはあなた自身なんですよ。はしごを外したんじゃないんですよ。あなたが自分で、みずからがはしごから落ちたんです。そこの認識をしっかり持たなきゃだめだということを一点申し上げたい。」と非難した。この下地の発言について、翌日の予算委員会で西田昌司は「下地議員が『松井さんははしごをかけてあげた』と言われたが、ここは（はしごを）かけたら駄目。いたずらに認可（適当の判断に）されてしまったために、こういう騒動になってきた」「この（私学審議会が認可適当とした）問題は大阪の方でしっかりと議論していただきたい。」とコメントし、大阪府の対応についても疑問視した。
籠池はこの中で、国有地取得については、鴻池のほか、柳本卓治・北川イッセイ両参議院議員（自民党）らに近畿財務局への働きかけを依頼したと述べた。また、小学校の設置基準緩和については、日本維新の会の東徹参議院議員（当時は大阪府議）に相談したほか、設置認可の申請後は畠成章元大阪府議会議長（故人）に松井一郎府知事やほかの政治家への働きかけを依頼したと説明した。これに対し柳本と東は依頼があったことは認めつつ不当な働きかけについては否定。北川は「依頼を受けたこともない」と全否定した。大阪府私立学校審議会の梶田叡一会長も政治家からの働きかけを否定した。
証人喚問後、日本外国特派員協会に対して記者会見を開いた。この際、「忖度」という言葉は適切な訳語が無いとして「sontaku」と伝えられた。海外メディアは「安倍首相、極右学校に秘密の寄付」などと報道した。後に籠池夫婦は、職員数を水増しして補助金を不正受給していたことが明るみになり逮捕される。

## 近畿財務局

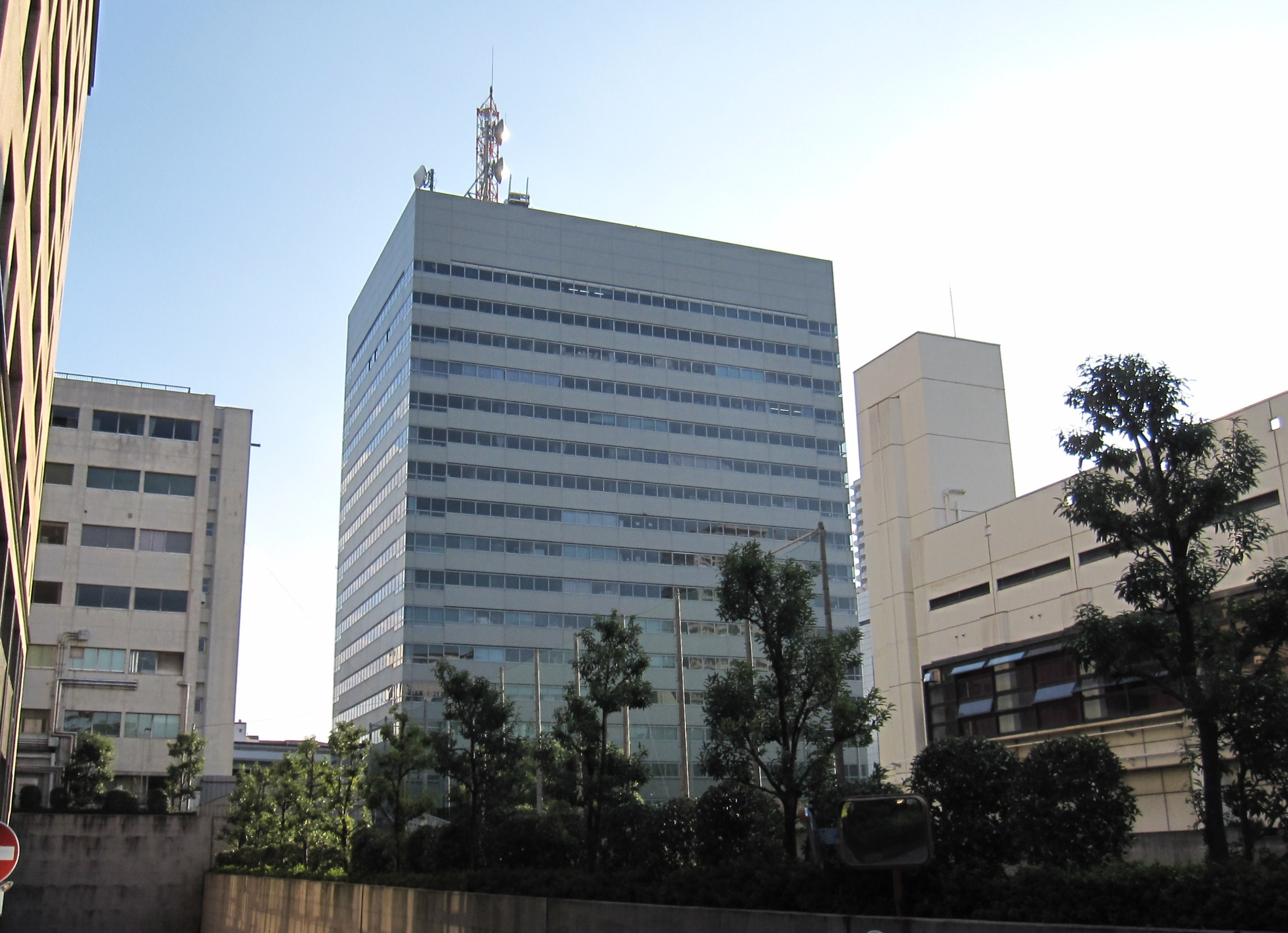
近畿財務局や大阪航空局が入居する大阪合同庁舎4号館。

学校法人森友学園への国有地売却の件で、近畿財務局は2013年から2015年にかけて、大阪府私学・大学課（現:教育庁私学課）を計5回訪れ、設置認可の審議状況等を確認していた。2015年1月8日には大阪府の担当者の「いつ答申が得られるかわからない」との報告に対し、「審議会の結論を出す時期など、ある程度事務局でコントロールできるのではないか」と言明したとされている。
籠池泰典向けに、2014年12月17日時点でA4版3ページの「今後の手続きについて（説明資料）」を作成し、「10年間の定期借地契約を結んでから売買契約に移行するまでに必要な申請書類や手順」、「後に鑑定額から約8億円値引きして売買契約を結ぶ根拠となる地下埋設物の取り扱い」、「財務局長あての要望書案」を手解きしていたと報じられている。2017年4月25日、衆議院財務金融委員会で宮本岳志は「不動産屋並みのサービスだ。財務省が積極的に売却手続きを進めていると理解するのは当たり前だ」と非難、理財局長の佐川宣寿は「通常の国有地処分と比べてかなり複雑だったので、取得要望が出てからのやり取りも踏まえて先方に説明した」と答弁した。
財務省近畿財務局は、国有地内に埋まっていたごみの除去費を、国土交通省大阪航空局と調整し、対象面積5190m2、深さ:杭を打つ場所が9.9mまで、その他は3.8mまで、ごみの混入率を47.1%、ごみの量を19500tと推計、8億1900万円と算定した。国土交通省航空局長の佐藤善信は、大阪航空局に過去にごみの「撤去費を算定した経験はない」が「大阪航空局の職員は公共事業の仕事を通して、国交省全体の知見を蓄積している」と国会答弁した。なお籠池泰典は、2017年5月16日民進党によるヒアリングに対し、弁護士や設計業者のやり取りの電子メールを提示、「約3m以深には廃棄物がない」とする情報もあった。
2016年4月、学校法人森友学園への国有地売却に関し、不動産鑑定士に対し、ごみ撤去費8億1900万円に加え、深さ30mから40m程度の杭打ちを必要とするような、高層建築物を想定した軟弱な地盤改良費約5億円も差し引くよう求めていたが、この不動産鑑定士は「低層の建物しか建てるつもりがないのに、そこまでは引けません」と断ったという。
2016年6月の学校法人森友学園との売買契約を巡る交渉や面会の記録について、理財局長の佐川宣寿は2017年2月24日、衆議院予算委員会で「売買契約の締結をもって、事案は終了した。記録は速やかに廃棄した」と答弁した。文書廃棄をめぐっては、2017年5月15日、弁護士らの市民団体が、公用文書等毀棄罪に抵触するとして財務省幹部7名を東京地方裁判所に刑事告訴、また6月、神戸の大学教授がコンピュータ内のデータ復元を求める仮処分を大阪地方裁判所に申し立てた。

## 大阪府議会での追及
証人喚問で籠池から「はしごを外された」などと名指しで批判された松井一郎大阪府知事は、2017年3月24日に自民党府議団が求めている百条委員会の設置について賛意を示していたが、翌4月には「事のてんまつは見えてきた」と態度を一転させ、百条委の設置の動議は維新と公明党の反対多数で2度否決された。
2017年7月10日に府議会本会議で籠池の参考人招致が行われ、籠池は政治家への協力依頼について改めて述べたが、自身の補助金不正受給疑惑や、私学審に学園の資産状況をよく見せかけた資料を提出した疑いについては回答を避けた。
条件付き認可適当という答申の扱いを巡り、申請を取り下げた籠池が「はしごを外された」と府を批判した経緯から、同月27日に府は条件付きでの「認可適当」という答申の表現を「継続審議」に変更することなどを盛り込んだ私立学校設置認可基準の改正案を私学審議会に報告した。
2018年4月17日に大阪府教育庁は森友学園の小学校設置認可に関する申請書類などを情報公開請求に基づき開示した。

## 文書改竄問題

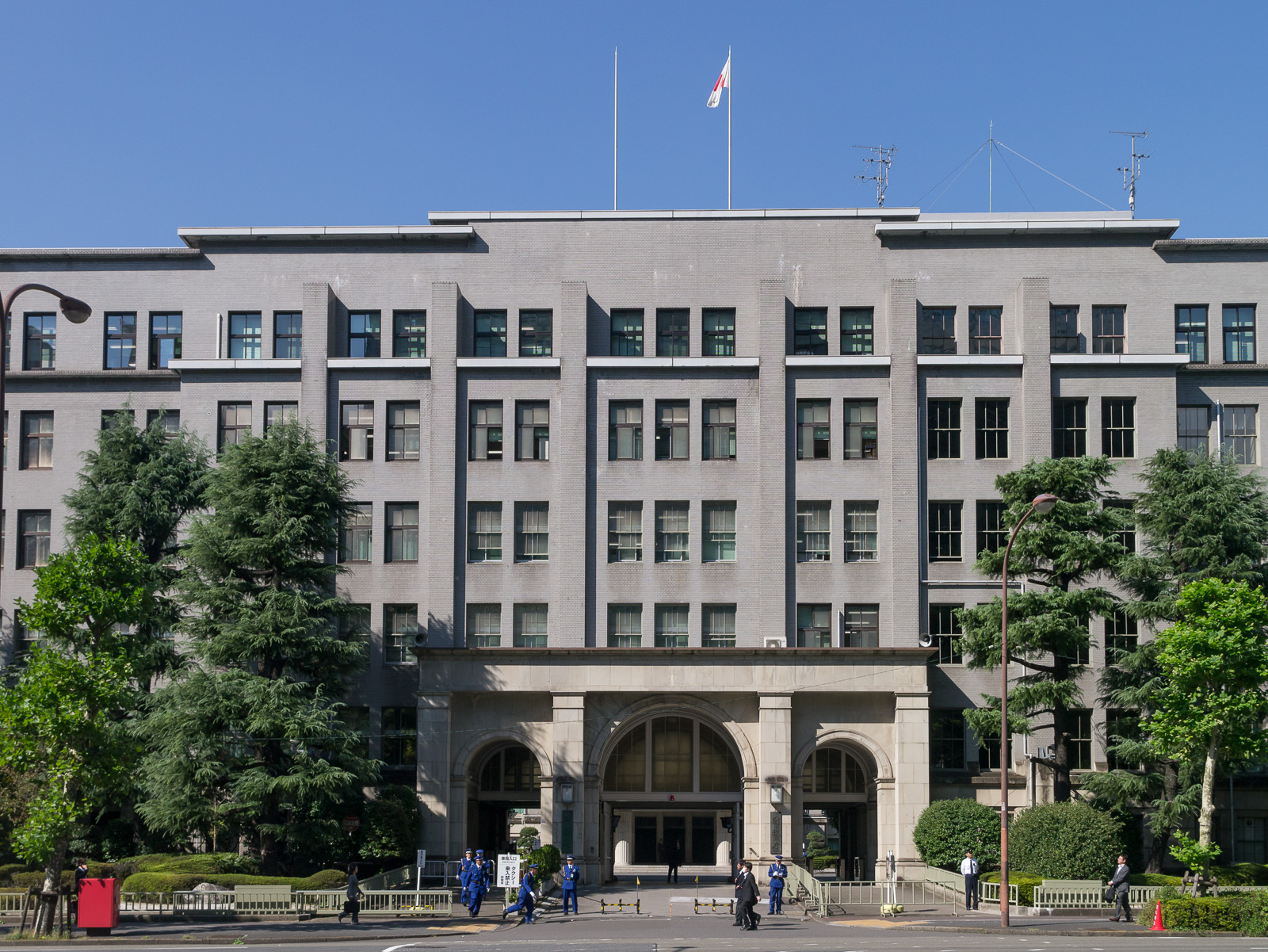
財務省本庁舎。2012年11月撮影。

2017年(平成29年)2月24日の第193回国会衆議院予算委員会第15号で、財務省本省理財局の佐川理財局長は、「昨年六月の売買契約の締結に至るまでの財務局と学園側の交渉記録につきまして、委員からの御依頼を受けまして確認しましたところ、近畿財務局と森友学園の交渉記録というのはございませんでした。」「面会等の記録につきましては、財務省の行政文書管理規則に基づきまして保存期間一年未満とされておりまして、具体的な廃棄時期につきましては、事案の終了ということで取り扱いをさせていただいております。したがいまして、本件につきましては、平成二十八年六月の売買契約締結をもちまして既に事案が終了してございますので、記録が残っていないということでございます。」「当日、その日かどうかは別にしても、速やかに事案終了で廃棄をしているということだと思いますので、記録は残ってございません。」と答弁した。この時点では、佐川理財局長はその交渉記録などがまだ廃棄されていないことを知らなかったとされる。また、決裁文書に添付されている書類については伝わっていなかった。
この時から2017年4月下旬にかけて、財務省理財局において、決裁文書の書き換え・決裁文書の添付書類の抜き取り・保存期間が過ぎた文書の廃棄が行われる。
のちの財務省の調査報告書では、"3月20日(中略)遅くともこの時点までには、理財局長も決裁文書の書き換えを行っていることを認識していたものと認められる。"とある。
この頃の国会で野党議員は、細かい交渉記録が残っているか繰り返し質問しており、中には財務省理財局・財務省近畿財務局に交渉記録が残っていることを確証を持って質問しているような発言もある。そして佐川理財局長は、その細かい交渉記録が残っているかを確認することを拒んでいる。また、細かい記録の情報開示にあまり前向きでない姿勢が発言から読み取れる。
2017年4月5日、背任容疑で財務省近畿財務局の職員が刑事告発され、大阪地検特捜部はそれを受理する。
2017年3月に参議院から森友学園への国有地売却に関する会計検査を要請されていた会計検査院は、4月下旬に財務省近畿財務局から提出された「貸付決議書」と国土交通省から提出された「貸付決議書」の内容が違うことに気付いた。会計検査院が財務局に照会したところ、「財務省が提出したものが決議書であり、国土交通省から提出されたものはドラフト（草稿）である」との説明を受ける。そして会計検査院は、財務省近畿財務局から提出された貸付決議書を正本として扱い、また、問題にしなかった。
2017年5月19日、NPO法人「情報公開クリアリングハウス」は、情報公開をめぐる訴訟の証拠として東京地方裁判所に森友学園の国有地取得に関して財務省に残る交渉記録の電子データについて証拠保全の申し立てを行う。
2017年7月5日、太田充が理財局長になる。佐川宣寿は国税庁長官になる。
2018年3月2日、朝日新聞は、財務省が作成した土地取引に関わる決裁文書が契約当時の文書と国会議員らに開示した文書とで内容が異なることを一面トップで伝え、「学園側との交渉についての記載や、「特例」などの文言が複数箇所でなくなったり、変わったりしている」とし、文書が「（森友学園）問題発覚後に書き換えられた疑い」があると報じた。
安倍総理や内閣が財務省に指示をして"書き換え"させたのではないかとマスコミや野党は疑った。
3月2日から調査をしていた国土交通省航空局は、3月5日10時、田端浩国土交通審議官経由で杉田和博内閣官房副長官に、森友学園問題に関する決裁文書の中の貸付決議書(公文書)が"書き換え"られた疑いがあると報告した。また、国土交通省航空局は13時に財務省理財局にも同じ内容を伝え、15時に航空局が持っている貸付決議書の写しを財務省に渡した。杉田官房副長官は矢野康治財務省官房長に、徹底的な調査を行うよう改めて指示。矢野官房長から理財局に指示が伝達された。3月6日、杉田官房副長官は官房長官と安倍総理にこのことを報告した。
3月9日、近畿財務局職員が7日に自殺していたことが報道される。これによって、マスコミや野党は内閣と財務省への批判をより強めていく。
同日、この報道のあと、佐川宣寿国税庁長官は辞任(自己都合退職)した。また、3月9日付で減給20%3ヶ月の懲戒処分を受けた。矢野官房長の財務金融委における答弁によると、退職金額は約4999万円となるが、これから減給20%3ヶ月分の約66万円が減額される。ただし、退職手当の支給は1ヶ月以上留保され、減給20%3ヶ月ではなく、のちの停職3ヶ月の処分に相当する額を減額された。
3月12日、調査をしていた財務省は、森友事案に関する14件の決裁文書の"書き換え"が事実であることを国会に報告した
。また、麻生財相は「理財局の一部の職員が書き換えた」ものであり、最終責任者は当時の理財局長だった佐川前国税庁長官であるとメディアに説明した。この"書き換え"においては、平沼赳夫・鳩山邦夫両衆議院議員の秘書が「近畿財務局から森友学園に示された概算貸付料が高額であり、何とかならないか」などの問い合わせを行っていたことや、籠池が関与していた日本会議についての説明の記述、安倍昭恵や平沼、中山成彬、日本維新の会女性局（三木圭恵、杉田水脈、上西小百合）などが森友学園に来訪していた事などが文書から削除されていた。
3月14日の参院予算委員会で、太田理財局長は「書き換えられた文言を見る限り、それまでの国会での答弁が誤解を受けることとならないようにするために行われたと見られます。」と説明した。
野党やマスコミは、2017年2月17日の安倍総理の「私や妻が関係していたなら総理大臣も国会議員も辞める」との発言に合わせるために改ざんしたのではないかと疑った。この頃から、森友学園問題全体というよりは財務省がなぜ改竄を行ったかが焦点となっていった。また、マスコミや野党だけでなく与党や内閣も財務省職員を批判するようになり、財務省は板挟みになっていく。
2018年3月16日、自由民主党内に財務省公文書書き換え調査プロジェクトチーム（PT）が発足し、柴山昌彦、金田勝年、武見敬三、西田昌司、萩生田光一、青山繁晴ら11名がメンバーに就任。同日富山一成理財局次長から聴取を行った。
3月16日の衆院財務金融委員会で太田充理財局長から、"書き換え"について「佐川前局長の関与の度合いは大きかったのではないかというふうに考えてございます。知っていたか、知っていなかったかといえば、それは知っていたというふうに思ってございます。」との答弁がなされたことなどを受け、20日、二階俊博自由民主党幹事長、森山裕自由民主党国会対策委員長、井上義久公明党幹事長、大口善徳公明党国会対策委員長の間で会談が持たれ、井上幹事長の提案に賛同が集まる形で佐川前局長の証人喚問を行うことや、迫田英典前々理財局長の招致を行わないこと等が決定された。安倍昭恵夫人、夫人付であった政府職員の証人喚問については「必要ない」（公明党・大口善徳）と拒否する姿勢を示した。また、この自公会談では野党が求める麻生財相の辞任については話題にもならなかったという。
財務省は、文書の差分が存在するのはドラフト(バージョン違い)だと説明し、"書き換え"と表現し、"改竄"(不当に書き改めること)とは表現していなかった。また、内閣や会計検査院も"書き換え"と表現してきたが、2018年3月26日、第196回国会参議院予算委員会第13号で、安倍総理は、「それは改ざんではないのかと言われれば、これは当然改ざんという指摘を受けてもこれは私はやむを得ないのではないかと、このように思っております。」と発言した。野党、マスコミ、政府に批判的な者は、書き換えを改竄(不正)と呼び、政府に改竄だと認めるよう求めていた。この頃から、内閣は"改竄"とも表現するようになった。
ただし、のちに検察は(#検察による不起訴処分の項目参照)財務省職員を文書変造の罪などの疑いで捜査するが、「虚偽の内容の文書が作られたことを認めることは困難」として、全員を不起訴にしている。
財務省による調査が行われていた最中、4月18日に福田淳一財務事務次官が麻生財務相に対し「職責を果たすのが困難になった」として辞意を表明し、矢野康治官房長が事務次官の代行となった。福田淳一は女性記者にセクハラをした疑惑が12日からかかっていた。
2018年6月4日、財務省は、森友学園案件に係る決裁文書の改ざん等に関する調査報告書をとりまとめた。"書き換え"の経緯や目的が明らかになったことから、この頃から財務省も"改竄"と表現している。この報告書では、改竄の目的は国会審議において森友学園案件が大きく取り上げられる中で、更なる質問につながり得る材料を極力少なくすることであり、財務省の職員たちが連日の国会審議への対応のほか、説明要求や資料要求への対応により疲弊していたことが背景にあったと述べている。また、P43に、当時の近畿財務局統括国有財産管理官の配下職員について"一定の作業に従事していたものの、本省理財局からの指示に明確に反発して幹部職員にも相談していた経緯を踏まえ、責任は問わないこととする。"との記述がある。この幹部職員とは近畿財務局管財部長と近畿財務局管財部次長と思われる。
また、この報告書を取りまとめた、財務省職員の服務に関する業務を担当する大臣官房秘書課の伊藤豊秘書課長(当時)は、2018年10月、自殺した職員の妻に、改ざんを行った者について「炎上している国会をさらに炎上させたくないっていう、間違いですけど、そういう動機ではあったとは思います。」と話している。
2018年7月20日、政府は再発防止策として、「公文書管理の適正の確保のための取組について」を閣僚会議決定。この決定には、"一旦決裁が終了した後の決裁文書の修正は認めないこと、修正が必要な場合は、新たな決裁を取り直すことを再確認しルール化する。"と書いている。決裁文書の修正についてこれまでルール化されていなかった(規則がなかった)。
2022年2月10日、内閣府大臣官房公文書管理課長は、「公文書管理の適正の確保のための取組について」（平成30年７月20日行政文書の管理の在り方等に関する閣僚会議決定）に基づき、「決裁終了後の決裁文書の修正について」という通知(課長通知)を出した。この通知では、決裁の修正手続に関する文書取扱規則のモデル規定を提示し、各行政機関の文書取扱規則をモデルと同様に改定し適切な運用をすることを求めている。

### 改竄文書による会計検査
2017年3月6日、参議院は会計検査院に対し、国会法第105条に基づいて森友学園への国有地売却に関する会計検査を要請。同年11月22日、値引き額算定にあたって国側が慎重な調査検討を欠いていた、などとする検査結果が報告された。
2018年3月20日、会計検査院長の河戸光彦は予算委員会理事会で、2017年4月に会計検査院は内容が異なる「貸付決議書」が存在することに気付いていたのに、11月の報告書に記載しなかったことについて、"改竄の可能性を考慮しなかったため、報告書では内容が異なる文書の存在を記載しなかった。"と話し、謝罪した。また、河戸光彦は、同日の参院予算委員会で、"会計検査院の実施した検査において真正でない資料が提出されたことは極めて遺憾であり、あってはならないこと"と話した。

### 近畿財務局職員の公務災害認定
2018年3月7日、近畿財務局職員の赤木俊夫が決裁文書改ざんを強要されたとのメモを残して自宅で自殺した。
2019年8月7日、近畿財務局が公務災害と認定していたことが報道により明らかになった。ただし、国家公務員災害補償制度は国の過失の有無を問わず補償する制度なので、公務災害認定は過失を認めたことを意味しない。

### 近畿財務局職員の遺族による提訴
2020年3月18日、赤木俊夫の妻の赤木雅子が、新しい情報や証言が得られることを期待して、国と佐川宣寿元財務省理財局長を提訴した。また、同日、赤木雅子の弁護団は赤木俊夫の手記全文ならびに遺書を公開した。
国側は当初請求棄却を求めて争っていたが、2021年12月15日、主張を一変させ国家賠償請求を認め「認諾」し遺族に1億700万円支払うことを決めたため、国との民事裁判は終結した。赤木俊夫の妻は突然の訴訟終結について「不意打ちで、お金を払って済む問題ではない。こんな形で訴訟が終わって悔しい」と憤った。2022年11月25日、大阪地方裁判所は、佐川が改竄の方向性を決定づけたと認定した上で、国家賠償法の規定に基づき公務員個人は賠償責任を負わないと判断して妻側の請求を棄却した。赤木側は控訴した。2023年12月19日、大阪高等裁判所は1審判決を支持し、赤木側の控訴を棄却した。判決理由で黒野功久裁判長は、赤木の妻が佐川に経緯の説明や謝罪を求めていることについて、「誠意を尽くした説明や謝罪があってしかるべきとも考えられるが、法的義務を課すことは困難」と言及した。27日、赤木側は判決を不服として上告した。最高裁判所第3小法廷は2025年3月12日付で赤木側の上告を退ける決定をした。

### 捜査関連文書の不開示をめぐる裁判
2021年8月、赤木雅子は財務省と近畿財務局に対し、「報告書を作成した際の調査に関する一切の文書」と「大阪地検特捜部に任意提出された資料」の開示を請求した。同省は10月11日付で「特定事件の捜査機関の活動を明らかにすることになる」などとして不開示決定した。
同年10月29日、雅子は不開示決定の取り消しを求める訴訟を大阪地裁に起こした。
2023年9月14日、大阪地方裁判所（徳地淳裁判長）は雅子側の請求を棄却した。
2024年3月29日、総務省の情報公開・個人情報保護審査会は、財務省が捜査機関に任意提出した文書を不開示とした決定について、「取り消すべきだ」と財務省に答申した。同年5月28日、財務省は「捜査への支障」を理由に、再び文書不開示を決定した。雅子側は、控訴審で、過去の答申約1万5千件のうち行政機関が従わなかったのは24件だけだったと指摘し、財務省の対応は「審査会制度をないがしろにしている」と批判した。これに対し国側は「答申が誤っている」と反論した。
2025年1月30日、大阪高等裁判所（牧賢二裁判長）は、請求を退けた一審の大阪地裁判決を覆し、不開示決定を取り消した。同年2月6日、石破茂首相は加藤勝信財務大臣、鈴木馨祐法務大臣らと首相官邸で会談し、大阪高裁判決を受け入れ、上告を断念するよう指示した。同年3月4日、衆議院財務金融委員会で、加藤は交渉記録に関する文書を一ヶ月以内を目処に開示すると明らかにした。

## 関係者の捜査

### 刑事手続の推移
2017年4月5日、豊中市議らは、財務省近畿財務局の職員を背任容疑で告発し、大阪地検特捜部はそれを受理した。
2018年5月31日、大阪地検特捜部は佐川宣寿および財務省職員ら計38人を不起訴処分にした。虚偽有印公文書作成や背任について、容疑不十分か容疑なし。大阪地検特捜部は不起訴処分の理由として、38人の行為が「文書の本質の変更」には当たらないことをあげた。4月に特捜部は上脇博之神戸学院大教授たちから、決裁文書を改ざんした虚偽公文書作成や、国有地を不当に安く売却したとする背任など6容疑で告発を受け、受理したが、佐川らの刑事責任は問えないと判断した。
2019年3月15日付で大阪第1検察審査会は不起訴になった佐川ら財務省職員10人について「不起訴不当」と議決し、大阪地検特捜部が再捜査を行うこととなった。
2019年8月9日、大阪地検特捜部は財務省職員10人について改めて不起訴処分とした。前の検察審査会の議決は「起訴相当」ではないため検察審査会による再審査や強制起訴の可能性はなく捜査は終結した。
不起訴になり証拠が開示されなくなった。
2022年9月16日、情報開示請求に対して文書が存在しないと虚偽の回答をしたとして、自殺した近畿財務局職員の妻らが、虚偽有印公文書作成・同行使容疑で佐川ら当時の財務省幹部3人を刑事告発した。同年12月27日、東京地検特捜部は3人をいずれも嫌疑不十分で不起訴とした。

### 捜査情報のリーク
2018年4月4日、無所属の会の衆議院議員江田憲司が自身のTwitter上にて、NHKが報じた「財務省が森友学園側に口裏合わせ求めた疑い」との報道に絡み、「大阪地検の女性特捜部長のリークがどんどん出てくる」と大阪地方検察庁の人間が情報をリークしたともとれる発言を投稿し、物議を醸した。「大阪地検の女性特捜部長」とは、2015年10月に同庁特捜部において初の女性部長に着任した山本真千子とされている。山本は昨年から森友学園問題の捜査を担当し、籠池夫妻の逮捕にも関わっていた。

## 財務省の調査報告書と関係者の処分
2018年6月4日、財務省は大臣官房秘書課及び同課首席監察官室を中心に行われた調査で、「森友学園案件に係る決裁文書の改ざん等に関する調査報告書」をとりまとめ公表し、麻生太郎財務相、矢野康治官房長兼財務事務次官事務代理、太田充理財局長及び伊藤豊大臣官房秘書課長が会見を行った。同報告書により財務省は幹部ら20人の処分を発表した。下記の20人のほか、麻生財務相は閣僚給与1年分の自主返納を発表した。
財務省理財局
| 当時の役職                          | 氏名       | 処分                          | 出典等     |
| ----------------------------------- | ---------- | ----------------------------- | ---------- |
| 理財局長                            | 佐川宣寿   | 懲戒処分相当（停職3か月相当） | [ 注釈 3 ] |
| 理財局次長                          | 中尾睦     | 懲戒処分（戒告）              |            |
| 総務課長                            | 中村稔     | 懲戒処分（停職1か月）         |            |
| 総務課職員（課長補佐級）            | --         | 口頭厳重注意                  |            |
| 国有財産企画課長                    | 冨安泰一郎 | 懲戒処分（減給20%・3か月）    |            |
| 国有財産企画課職員（課長補佐級）2名 | --         | 口頭厳重注意                  |            |
| 国有財産審理室長                    | 田村嘉啓   | 懲戒処分（減給20%・2か月）    |            |
| 国有財産審理室職員（課長補佐級）    | --         | 懲戒処分（戒告）              |            |
| 国有財産審理室職員（係長級）        | --         | 文書厳重注意                  |            |

近畿財務局
| 当時の役職         | 氏名     | 処分             | 出典等 |
| ------------------ | -------- | ---------------- | ------ |
| 近畿財務局長       | 美並義人 | 懲戒処分（戒告） |        |
| 管財部長           | 楠敏志   | 懲戒処分（戒告） | [ 7 ]  |
| 管財部次長         | 小西眞   | 懲戒処分（戒告） | [ 7 ]  |
| 統括国有財産管理官 | 池田靖   | 口頭厳重注意     | [ 7 ]  |
| その他職員2名      | --       | 職務上の注意     |        |

その他
| 当時の役職               | 氏名     | 処分                               | 出典等     |
| ------------------------ | -------- | ---------------------------------- | ---------- |
| 事務次官                 | 佐藤慎一 | 懲戒処分相当（減給10%・1か月相当） | [ 注釈 4 ] |
| 官房長                   | 岡本薫明 | 文書厳重注意                       |            |
| 理財局長【処分の時点】   | 太田充   | 文書厳重注意                       |            |
| 理財局次長【処分の時点】 | 富山一成 | 口頭厳重注意                       |            |

## 総務省の答申
2020年3月25日までに総務省の情報公開・個人情報保護審査会は財務省近畿財務局が2017年に「文書不存在」を理由に不開示とした行政文書を開示するよう答申した。財務省に問い合わせた際、回答が得られず、2017年10月の諮問から答申まで2年5カ月かかったことを問題視し、「審議に多大な支障を生じさせた」と異例の批判を盛り込んだ。

## 自民党議員らによる見解
2021年9月に行われた自由民主党総裁選挙の候補者ら4人は、共同記者会見の場で「この問題を再調査すべきか否か」という質問に対し、それぞれ意見を述べた。
岸田文雄（前政務調査会長）は「行政、司法において様々な調査、報告が行われている。その上で国民の納得感で足りないことがあれば、政治の立場から丁寧に説明をしていきたい」と述べるにとどめた。
高市早苗（元総務大臣）は、「現在、ご遺族が国などを相手取って提訴しているので、この点についてはコメントができない、するべきではない」と述べ、明確な回答を控えた。
河野太郎（行政改革大臣）は「すでに様々な司法まであがっているものですから、再調査の必要はない」と述べ、明確に否定した。
野田聖子（幹事長代行）は「アプリオリ（自明）に調査をする必要がある」「公文書の隠蔽、偽造、改ざん、廃棄。これは絶対にあってはならないこと」と述べ、4人の中では唯一再調査へ前向きであった。その理由として「多くの国民が納得していない」「起き得ないことが起きたことは、しっかりと知るべきだ」と語った。

## 森友学園問題を題材とした作品
- 『新聞記者』 - 2019年公開の映画。原案は、東京新聞記者の望月衣塑子による同名の著書『新聞記者』（2017年、角川新書）[259]。
- 『新聞記者』 - 2022年1月から配信されたNetflixオリジナルTV番組。全6話[260]。
- 『がんばりょんかぁ、マサコちゃん』 - 2022年1月から連載が始まった漫画。赤木俊夫・雅子夫妻を主人公に描いた作品[261][262]。

### 関連人物
- 籠池泰典（森友学園理事長）
- 安倍晋三（内閣総理大臣）
- 安倍昭恵（内閣総理大臣夫人）
- 麻生太郎（財務大臣） - 給与1年分自主返納[263]
- 佐藤慎一（改竄時の事務次官） - 減給10％1ヶ月相当[263]
- 福田淳一（調査時の事務次官）
- 岡本薫明（改竄時の官房長） - 文書厳重注意[263]
- 矢野康治（調査時の官房長、事務次官代行）
- 林信光（借地契約交渉開始時の理財局長）
- 中原広（借地契約締結時の理財局長）
- 迫田英典（売買契約交渉開始時の理財局長）
- 佐川宣寿（改竄時の理財局長）- 停職3ヶ月相当[263]
- 太田充（調査時の理財局長） - 文書厳重注意[263]
- 飯塚厚（借地契約締結時の理財局次長）
- 中尾睦（改竄時の理財局次長）- 戒告[263]
- 枝廣直幹（借地契約交渉開始時の近畿財務局長）
- 冨永哲夫（近畿財務局長）
- 武内良樹（売買契約交渉開始時の近畿財務局長）
- 美並義人（近畿財務局長）- 戒告[263]
- 中村稔（理財局総務課長） - 懲戒処分（停職1か月）[263]
- 蝦名邦晴（調査時の国土交通省航空局長）
- 畝本毅（大阪地検次席検事）
- 山本真千子（大阪地検特捜部長、森友学園問題捜査責任者）
- 小橋常和（大阪地検特捜部長）
- 腰山謙介（会計検査院事務総局次長）
- 松井一郎（小学校開設の認可申請時の大阪府知事）
- 梶田叡一（小学校開設の認可申請時の大阪府私立学校審議会会長）